# جمعية مرشدات الإمارات
جمعية مرشدات الإمارات هي المنظمة التوجيهية الوطنية في دولة الإمارات العربية المتحدة. تخدم الجمعية 2484 عضوًا (اعتبارًا من عام 2017). تأسست في عام 1973، أصبحت جمعية مرشدات الإمارات عضوا كامل العضوية في الجمعية العالمية للمرشدات وفتيات الكشافة في عام 1984. يتضمن شعار المرشدات عناصر معطف من الأسلحة وكذلك علم دولة الإمارات العربية المتحدة.
وتنمي الجمعية روح التطوع والمسؤولية المجتمعية لدى الفتيات، وتهتم بإعدادهن إعداداً ثقافياً واجتماعياً وصحياً وعلمياً وسلوكياً، من خلال برامجها المتطورة المواكبة للحياة علمياً وتكنولوجياً، وهي تابعة لوزارة تنمية المجتمع وترأسها  الشيخة فاطمة بنت مبارك، رئيسة الاتحاد النسائي العام في الإمارات